# Duitse kampioenschappen schaatsen allround vrouwen
De Duitse kampioenschappen schaatsen allround vrouwen is een schaatstoernooi dat regelmatig wordt gehouden in Duitsland. Hieronder de medailles op deze kampioenschappen tijdens:
- Het Duitse Rijk van 1938 tot en met 1943.
- West-Duitsland van 1947 tot en met 1990
- Het gezamenlijke Duitsland vanaf 1991 tot nu.

De resultaten van de kampioenschappen allround in de DDR van 1953 tot en met 1990 zijn te vinden in het artikel Oost-Duitse kampioenschappen schaatsen allround.

## Vrouwen

### Het Duitse Rijk/Nazi-Duitsland
| Seizoen | Plaats                 | Goud ·           | Zilver ·         | Brons ·          |
| ------- | ---------------------- | ---------------- | ---------------- | ---------------- |
| 1938    | Garmisch-Partenkirchen | Ruth Hiller      | Edith Casimir    | Ingrid Grube     |
| 1939    | Garmisch-Partenkirchen | Anneliese Schorr | Ingrid Grube     | Ulla Kiene       |
| 1940    | Zell am See            | Ruth Hiller      | Anneliese Schorr | Erika Krüger     |
| 1941    | Zell am See            | Lucie Mertz      | Anneliese Schorr | Ruth Hiller      |
| 1942    | Klagenfurt             | Lucie Mertz      | Ruth Hiller      | Anneliese Schorr |

### West-Duitsland
| Seizoen | Plaats          | Goud ·              | Zilver ·            | Brons ·              |
| ------- | --------------- | ------------------- | ------------------- | -------------------- |
| 1949    | Schliersee      | Lilli Balg-Bauer    |                     |                      |
| 1950    | Bad Reichenhall | Lilli Balg-Bauer    | Erika Krüger        |                      |
| 1951    | Schliersee      | Inge Maßmann        | Marianne Althammer  | Toni Dreher          |
| 1952    | Bad Reichenhall | Gertrud Meding      | Maria Degen         | Inge Maßmann         |
| 1953    | Schliersee      | Gertrud Meding      | Maria Degen         | Inge Maßmann         |
| 1954    | Füssen          | Maria Degen         | Gertrud Meding      | nge Maßmann          |
| 1955    | Schliersee      | Maria Degen         | Renate Krauss       | Erna Heindl          |
| 1963    | Inzell          | Ellen Hauss         | Julia Urban         | Hannelore Strauß     |
| 1964    | Inzell          | Anneliese Richel    | Ellen Hauss         | Hannelore Strauß     |
| 1965    | Inzell          | Hannelore Strauß    | Edith Berger        |                      |
| 1966    | Inzell          | Hildegard Sellhuber | Hannelore Strauß    | Evi Sappl            |
| 1967    | Inzell          | Hildegard Sellhuber | Evi Sappl           | Hannelore Strauß     |
| 1968    | Inzell          | Evi Sappl           | Hildegard Sellhuber | Hannelore Strauß     |
| 1969    | Inzell          | Paula Dufter        | Hedi Rehmann        |                      |
| 1970    | Inzell          | Paula Dufter        | Margret Tanz        | Carola Brederlow     |
| 1971    | Inzell          | Monika Pflug        | Ursula Bürger       | Renate Seidl         |
| 1972    | Inzell          | Monika Pflug        | Monika Stützle      | Renate Seidl         |
| 1973    | Inzell          | Monika Pflug        | Monika Stützle      |                      |
| 1974    | Inzell          | Monika Pflug        | Monika Stützle      | Thekla Hirschbichler |
| 1975    | Berlijn         | Monika Holzner      | Monika Stützle      | Frigge Drzymalla     |
| 1976    | Inzell          | Monika Holzner      | Brigitte Flierl     | Monika Stützle       |
| 1977    | Inzell          | Sigrid Smuda        | Brigitte Flierl     | Carmen Dragomann     |
| 1978    | Inzell          | Brigitte Flierl     | Hannelore Krammer   | Christine Mansfeld   |
| 1979    | Inzell          | Sigrid Smuda        | Susanne Schantora   | Manuela Haßmann      |
| 1980    | Inzell          | Sigrid Smuda        | Brigitte Flierl     | Karin Fliege         |
| 1981    | Inzell          | Monika Holzner      | Sigrid Smuda        | Brigitte Flierl      |
| 1982    | Inzell          | Monika Holzner      | Manuela Haßmann     | Brigitte Flierl      |
| 1983    | München         | Sigrid Smuda        | Angelika Haßmann    | Miriam Heruth        |
| 1984    | Inzell          | Sigrid Smuda        | Angelika Haßmann    | Miriam Heruth        |
| 1985    | Grefrath        | Angelika Haßmann    | Hanne Steeg         | Martina Weyer        |
| 1986    | Inzell          | Angelika Haßmann    | Hanne Steeg         | Anja Mischke         |
| 1987    | Grefrath        | Angelika Haßmann    | Ellen Bauermeister  | Elke Dufter          |
| 1988    | Inzell          | Anja Mischke        | Stefanie Teeuwen    | Ellen Bauermeister   |
| 1989    | Berlijn         | Petra Becker        | Sabine Becker       | Patricia Wehling     |
| 1990    | Inzell          | Stefanie Teeuwen    | Cinzia Ciuffolini   |                      |

### Duitsland (verenigd)
| Seizoen | Plaats  | Goud ·                   | Zilver ·          | Brons ·                |
| ------- | ------- | ------------------------ | ----------------- | ---------------------- |
| 1991    | Inzell  | Heike Warnicke           | Ulrike Adeberg    | Petra Becker           |
| 1993    | Berlijn | Heike Warnicke           | Claudia Pechstein | Ulrike Adeberg         |
| 1994    | Berlijn | Ulrike Adeberg           | Martina Krüger    | Jacqueline Börner      |
| 1995    | Inzell  | Gunda Niemann            | Claudia Pechstein | Ulrike Adeberg         |
| 1996    | Inzell  | Claudia Pechstein        | Heike Warnicke    | Daniela Anschütz       |
| 1997    | Erfurt  | Gunda Niemann            | Claudia Pechstein | Ulrike Adeberg         |
| 1998    | Inzell  | Anni Friesinger          | Ulrike Adeberg    | Daniela Anschütz       |
| 1999    | Erfurt  | Ulrike Adeberg           | Daniela Anschütz  | Claudia Irrgang        |
| 2000    | Inzell  | Claudia Pechstein        | Daniela Anschütz  | Katrin Kalex           |
| 2001    | Inzell  | Gunda Niemann-Stirnemann | Claudia Pechstein | Daniela Anschütz       |
| 2002    | Erfurt  | Claudia Pechstein        | Daniela Anschütz  | Katrin Kalex           |
| 2003    | Inzell  | Anni Friesinger          | Daniela Anschütz  | Katrin Kalex           |
| 2004    | Berlijn | Claudia Pechstein        | Daniela Anschütz  | Lucille Opitz          |
| 2005    | Inzell  | Anni Friesinger          | Daniela Anschütz  | Katrin Kalex           |
| 2006    | Erfurt  | Claudia Pechstein        | Lucille Opitz     | Katrin Mattscherodt    |
| 2007    | Berlijn | Anni Friesinger          | Claudia Pechstein | Daniela Anschütz-Thoms |
| 2008    | Inzell  | Katrin Mattscherodt      | Alexandra Lipp    | Stephanie Beckert      |
| 2009    | Berlijn | Claudia Pechstein        | Isabell Ost       | Justine Zeiske         |
| 2012    | Berlijn | Katrin Mattscherodt      | Jennifer Bay      | Roxanne Dufter         |
| 2013    | Inzell  | Claudia Pechstein        | Bente Kraus       | Roxanne Dufter         |
| 2014    | Inzell  | Claudia Pechstein        | Jennifer Bay      | Bente Kraus            |

 Argentinië · 
 België · 
 Bohemen · 
 Canada · 
 China · 
 DDR · 
 Duitsland (mannen) - (vrouwen) · 
 Estland · 
 Finland · 
 Frankrijk · 
 Hongarije · 
 IJsland · 
 Italië · 
 Japan · 
 Kazachstan · 
 Mongolië · 
 Nederland (mannen) - (vrouwen) · 
 Nieuw-Zeeland ·
 Noorwegen (mannen) - (vrouwen) · 
 Oekraïne · 
 Oostenrijk · 
 Polen · 
 Roemenië · 
 Rusland · 
 Tsjechië · 
 Verenigde Staten · 
 Wit-Rusland · 
 Zuid-Korea · 
 Zweden · 
 Zwitserland